# Hugo Lange
Hugo Lange é um bairro da cidade de Curitiba, capital do estado brasileiro do Paraná.
No ano de 2000, a população era estimada em 3.153 habitantes em domicílios particulares e permanentes.

## História
O surgimento do bairro esta ligado diretamente ao trafego em direção a Estrada da Graciosa (Rodovia PR-410), estrada que liga a capital ao litoral paranaense e muito utilizado até meados do século XX. Com o passar do tempo, fixaram-se  estabelecimentos comerciais e de serviços na localidade, originando o bairro. 
A denominação do bairro é uma homenagem ao morador mais antigo da localidade.